# Ана Нетрепко
Ана Јурјевна Нетрепко (рус. Анна Юрьевна Нетребко; Краснодар, 18. септембар 1971) је руска оперска певачица (сопран). Рођена је 18. септембра 1971. године у Краснодару. Тренутно је један од најактивнијих сопрана у свету.
Завршила је Конзерваторијум у Санкт Петербургу у класи професорке Тамаре Новиченко (Тамары Новиченко).
Часопис Тајм уврстио је Ану Нетрепко на своју листу Time 100 у 2007. Добила је државну награду Руске Федерације 2004. године и титулу заслужног уметника коју јој је уручио Владимир Путин фебруара 2008.

## Дискографија
- 1997 — Глинка: Руслан и Људмила, Philips;
- 1998 — Прокофјев: Обручение в монастыре, Philips;
- 2001 — Прокофјев: Любовь к трём апельсинам, Philips;
- 2003 — Прокофьев: Избранные произведения, Decca;
- 2003 — Оперные арии, Deutsche Grammophon; также изданы в формате SACD, CIS-edition
- 2004 — Sempre Libera, Deutsche Grammophon; также изданы в формате SACD, CIS-edition
- 2005 — Виолетта — Арии и дуэты из «Травиаты» Джузеппе Верди, Deutsche Grammophon; специальное издания с DVD, улучшенная полиграфия
- 2005 — Верди: Травиата, Deutsche Grammophon; улучшенная полиграфия
- 2005 — Прокофьев: Обручение в монастыре, Deutsche Grammophon;
- 2006 — Моцартовский альбом, Deutsche Grammophon;
- 2006 — Русский альбом, Deutsche Grammophon; специальное издания с DVD, CIS-edition
- 2007 — Дуэты (с Роландом Вильясоном), Deutsche Grammophon; специальное издания с DVD, улучшенная полиграфия.
- 2008 — Souvenirs Deutsche Grammophon; специальное издания с DVD, улучшенная полиграфия
- 2008 — Винченцо Беллини: опера «Капулетти и Монтекки» (Джульетта), дирижёр — Фабио Луизи, Deutsche Grammophon
- 2010 — In The Still Of Night Анна Нетребко и Даниэль Баренбойм. Романсы.
- 2013 — Verdi/Верди; Deutsche Grammophon
- 2013 — Britten War Requiem, Deutsche Grammophon

## DVDиздања
- 1997 — Глинка: Руслан и Людмила, Philips;
- 1998 — Прокофьев: Обручение в монастыре, Philips;
- 2004 — The Woman, The Voice, Deutsche Grammophon;
- 2005 — Traviata Salzburger Festspiele. Deutsche Grammophon
- 2006 — Прокофьев: Обручение в монастыре (Salzburg Fest. 2005), Deutsche Grammophon;
- 2006 — Г. Доницетти: Любовный напиток, Virgin;
- 2006 — The Berlin Concert: Live from the Waldbühnen (A.Netrebko, R.Villazon, P.Domingo), Deutsche Grammophon;
- 2008 — Джакомо Пуччини: опера «Богема» (Мими), дирижёр — Бертран де Билли